# Вулиця Небесної Сотні (Кременчук)
Небесної Сотні вулиця — одна з найдовших вулиць Кременчука. Протяжність близько 2600 метрів.
Попередні назви: Зелено-Костянтинівська, Столипінська, Пролетарська (до 31.05.2016).

## Походження назви
Вулиця названа на честь Небесної Сотні.

## Розташування

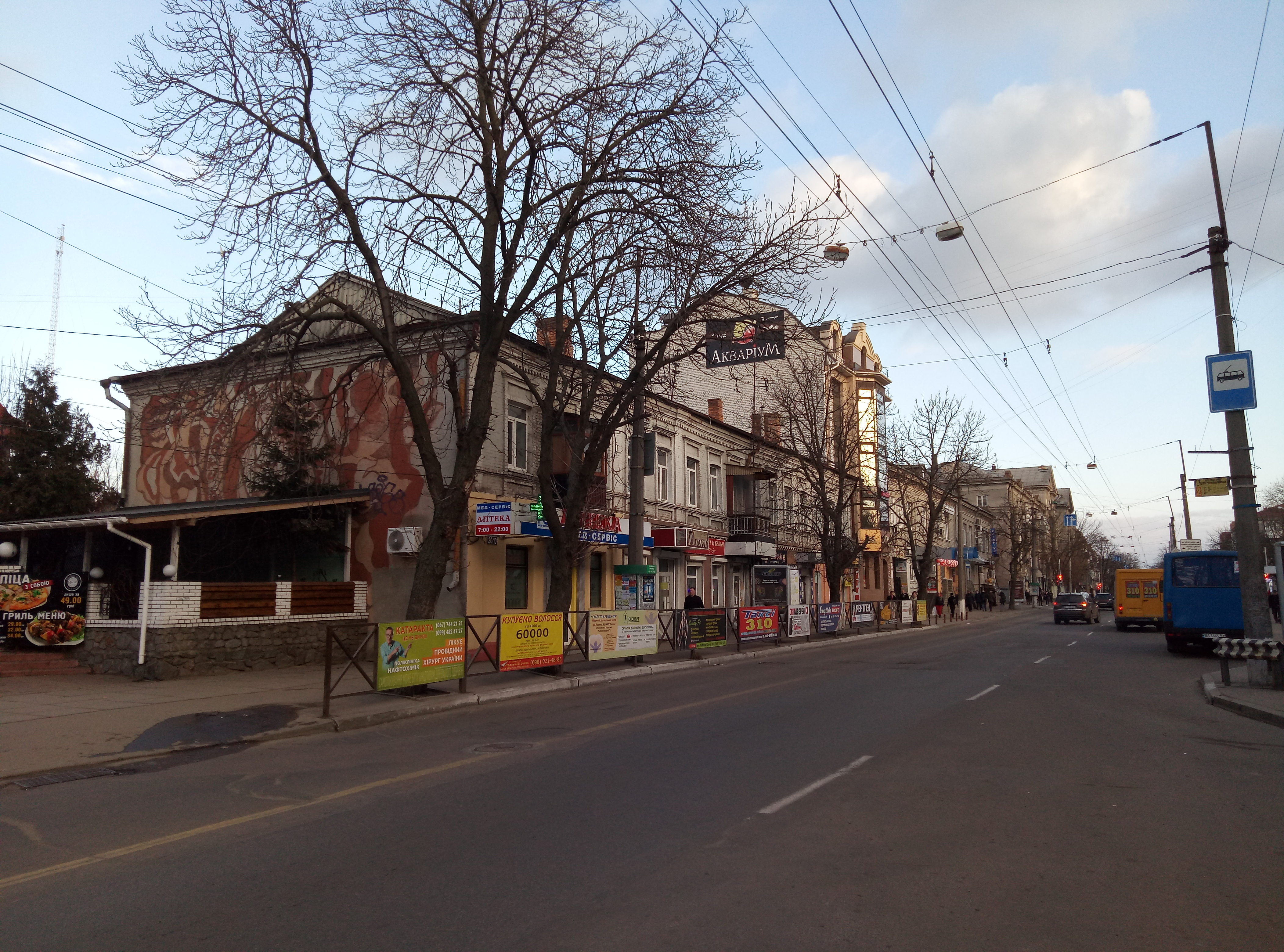
Вулиця Небесної Сотні — зупинка Центр

Вулиця розташована переважно в південній та частково в центральній частині лівобережної частини Кременчука. Починається із роздоріжжя вулиць біля Крюківського мосту, тобто з півдня і прямує на північ, таким чином сполучаючи лівобережну частину міста з правобережною.
Проходить крізь такі вулиці (з початку вулиці до кінця):
- Українська (перетинає під путепроводом закінчення вулиці Української та вливається зліва через 100 метрів після перетинання)
- Миколаївська (відгалужується вправо)
- Театральна (перетинає зліва направо)
- Університетська  (перетинає зліва направо)
- Павлівська (відгалужується вправо)
- Соборна (перетинає зліва направо)
- Ігоря Сердюка (перетинає зліва направо)
- Майора Борищака (відгалужується вправо), але пішохідною доріжкою
- Івана Мазепи (перетинає зліва направо)
- Софіївська (перетинає зліва направо)
- Троїцька (перетинає зліва направо)
- Вулиця Полковника Гегечкорі (відгалужується вліво кінець вулиці)
- Сумська (відгалужується вправо)
- Провулок Сумський
- Садова
- Махорочна (відгалужується вправо)
- Провулок Щемилівський
- Ткаченка (перетинає зліва направо)
- Євгена Коновальця (перетинає зліва направо)
- Провулок Раскової (відгалужується вправо)
- Провулок Прорізний
- Приріченська вулиця (перетинає зліва направо)

## Опис
Вулиця є однієї з основних транспортних артерій Кременчука, не в останню чергу завдяки Крюківському мосту.
По вулиці, починаючи з перетину з вул. Троїцької і до початку, проходить межа районів Кременчука — Автозаводського й Крюківського.

## Історія

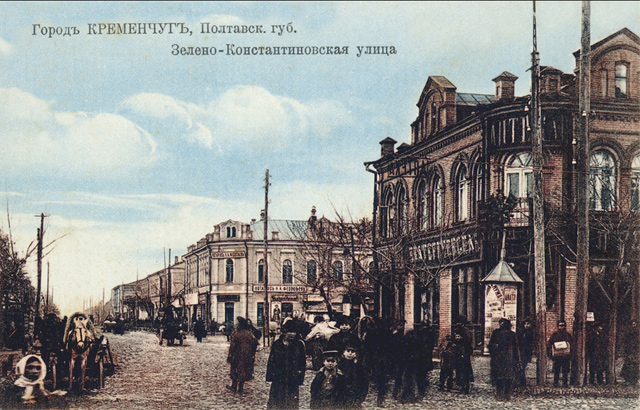
Вулиця на початку XX століття

### XVIII століття
У минулому (план 1774 р.) по цій вулиці проходив кордон міста, а далі вже тягнулися заболочені заплави річок Кагамлика та Кривої Руди. У глибині житлових кварталів було багато садів, тому вулиця й отримала назву Зелено-Костянтинівська.
У кінці перебування в Кременчуці намісництва (1789) міські кордони були відсунуті до сучасних вулиць Гагаріна та Горького, а Зелено-Константинівська втрачає своє прикордонне положення та перетворюється на звичайну міську околицю.

### ХХ століття
У роки Другої світової війни Пролетарська, як і більша частина міста, зазнала величезних руйнувань. Відразу ж після визволення кременчужани розпочали перший етап відбудови: розбирали завали, розчищали проходи, дороги, тротуари.

### XXI століття
20 лютого 2020 року на розі вулиці Небесної Сотні та Ігоря Сердюка на будинку № 21/35 під час меморіальних заходів, присвячених Дню пам'яті Героїв Небесної Сотні було відкрито меморіальний барельєф Ігорю Сердюку.

## Будівлі та об'єкти
На вулиці знаходяться ВНЗ «Кременчуцький університет економіки, інформаційних технологій і управління», велика кількість магазинів, центральний ринок, автозаправна станція.

### Пам'ятки архітектури
- Казенний цукровий завод